# Gibbocerambyx aureovittatus
Gibbocerambyx aureovittatus là một loài bọ cánh cứng trong họ Cerambycidae.